# Gaius Caesar

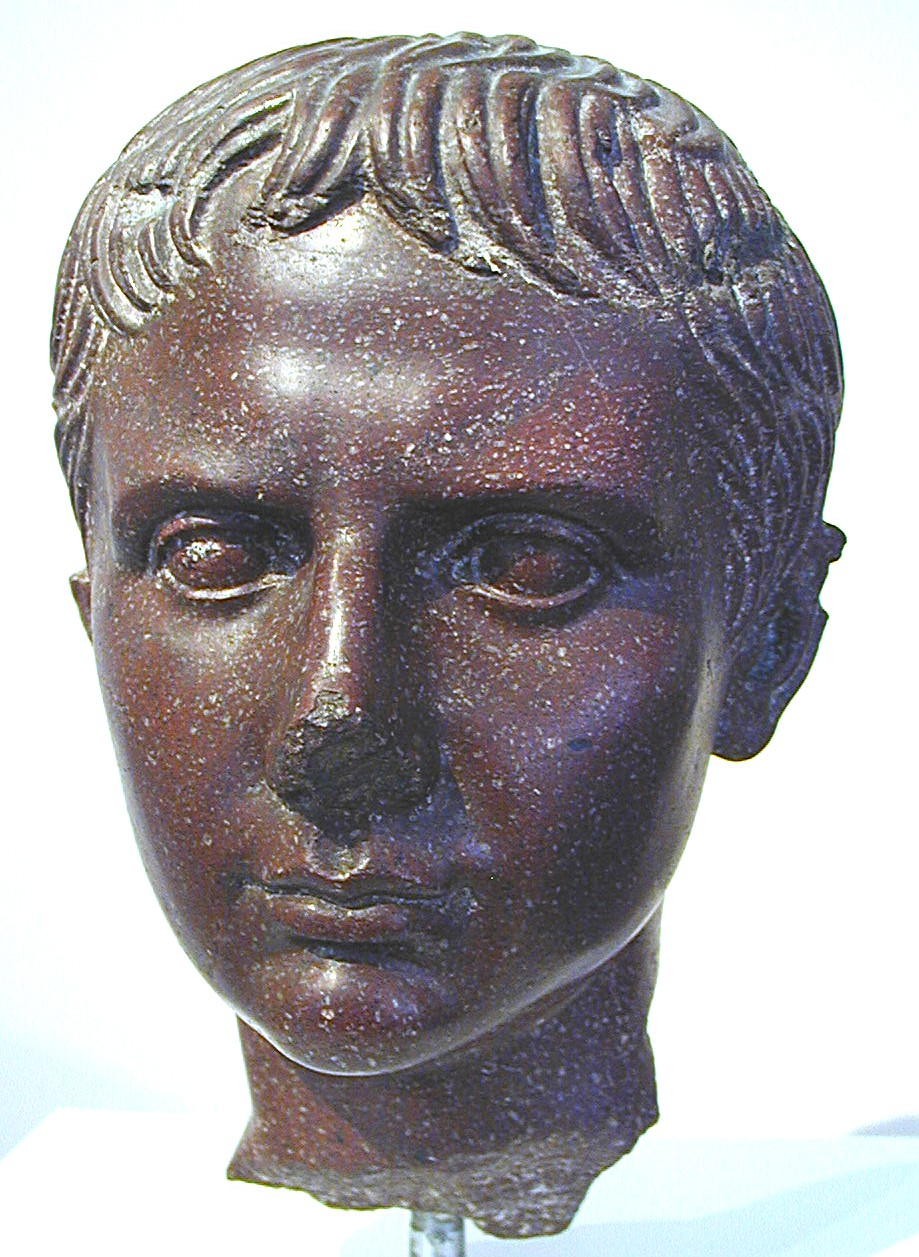
Porträtkopf des Gaius Caesar im Badischen Landesmuseum in Karlsruhe

Gaius (Iulius) Caesar (* 20 v. Chr.; † 21. Februar 4 n. Chr. in Limyra, Lykien) war ein Adoptivsohn des römischen Kaisers Augustus und bis zu seinem Tod dessen designierter Nachfolger.

## Leben
Gaius Caesar war der älteste Sohn von Marcus Vipsanius Agrippa und Iulia, der Tochter des Augustus. Er hatte noch vier Geschwister: die jüngeren Brüder Lucius Caesar und Agrippa Postumus sowie die Schwestern Iulia und Agrippina die Ältere.
Seit dem Jahr 1 v. Chr. war er mit Livilla, der Tochter des älteren Drusus und der jüngeren Antonia, verheiratet.
Von ihrem Großvater Augustus zu möglichen Nachfolgern bestimmt, wurden er und sein jüngerer Bruder Lucius 17 v. Chr. von diesem adoptiert. Gaius Caesar übernahm mit fortschreitendem Alter zahlreiche Ämter und Titel, unter anderem den des princeps iuventutis („Führer der ritterlichen Jugend“). 4 v. Chr. wurde er für das Jahr 1 n. Chr. zum Konsul designiert und Pontifex.
2 v. Chr. wurde Gaius Caesar mit einem imperium maius ausgestattet und in den Osten des Römischen Reiches entsandt, wo er nach einer längeren Reise vor allem durch den griechischen Raum und einem Treffen mit Tiberius, einem Stiefsohn des Augustus, am 1. Januar 1 n. Chr. sein Konsulat antrat. Angebote seiner Umgebung, Tiberius töten zu lassen, um den potentiellen Rivalen auszuschalten, soll er abgelehnt haben.
Bei der Belagerung von Artagira in Armenien wurde er im Herbst 3 n. Chr. verwundet und erlag einige Wochen später auf der Heimreise in Limyra in Lykien, wo ein Kenotaph zu seinen Ehren errichtet wurde, seinen Verletzungen. Da sein Bruder Lucius bereits 2 n. Chr. gestorben war, bestimmte Augustus nun notgedrungen seinen Stiefsohn Tiberius, den ältesten Sohn seiner Frau Livia, und Agrippa Postumus durch Adoption zu neuen Erben und präsumtiven Nachfolgern.